# Bolling Air Force Base

i7
i11
i13
Bolling Air Force Base war ein Stützpunkt United States Air Force in Washington, D.C. Bis 1961 war dies ein Militärflugplatz für Flugzeuge, heute verkehren dort nur noch Hubschrauber.
Die Heimateinheit der Basis war, bis zu dessen Deaktivierung am 30. September 2010, das Geschwader 11th Wing (11 WG), das Teil des Air Force District of Washington ist.
Bolling AFB wurde am 2. Oktober 1917 als Flying field at Anacostia ( Army Air Service installation) wegen des Ersten Weltkrieges eröffnet. Die Basis wurde nach Colonel Raynal C. Bolling (1877–1918) benannt, dem ersten hohen Offizier der amerikanischen Streitkräfte, der im Ersten Weltkrieg gefallen war. Die Bolling AFB wurde mit der benachbarten Naval Support Facility Anacostia zur Joint Base Anacostia-Bolling zusammengelegt.
Auf der Basis liegt auch das Auswertungszentrum der Defense Intelligence Agency, des nach Mitarbeiterzahl größten Nachrichtendienstes der Vereinigten Staaten.
Die Coast Guard Station Washington, D.C. befindet sich neben der Capitol Cove Marina des Stützpunktes.

## Zwischenfälle
- Am 24. März 1943 kam es an einer Curtiss C-46R-5-C1 Commando der United States Navy (US Navy) (Luftfahrzeugkennzeichen Bu 39492) im Landeanflug auf die Bolling Air Force Base zu einem Strömungsabriss und darauffolgendem Absturz, nach dem die Maschine ausbrannte. Alle 4 Besatzungsmitglieder, die einzigen Insassen, kamen ums Leben. Es war der erste Unfall einer C-46 mit Todesopfern.[2]